# Decyzje Sądu Najwyższego Stanów Zjednoczonych w sprawach Indian
Decyzje Sądu Najwyższego USA w sprawach Indian mają od czasu powstania Stanów Zjednoczonych stałe kluczowe znaczenie w definiowaniu polityki rządu federalnego wobec wewnętrznych narodów zależnych (ang. domestic, dependent nations), jak określa się ludy tubylcze zamieszkujące obszar USA, oraz w precyzowaniu wzajemnych relacji amerykańskich władz i rządów poszczególnych plemion tubylczych Amerykanów. Poniższa lista obejmuje niektóre z precedensowych decyzji Sądu Najwyższego USA w sprawach dotyczących Indian, poszerzających lub ograniczających suwerenne prawa władz plemiennych.
- 1823 – Johnson v. McIntosh – określa prawa Indian i pierwotne prawa własności
- 1831 – Cherokee Nation v. Georgia – określa plemiona Indian nie jako narody suwerenne, ale jako wewnętrzne narody zależne, których relacje z rządem federalnym są szczególne i z niczym nieporównywalne; określa Czirokezów jako odrębną jednostkę polityczną zdolną do kierowania i zarządzania własnymi sprawami, ale podległą suwerenności i dominium Stanów Zjednoczonych
- 1832 – Worcester v. Georgia – określa podstawowe doktryny prawa w stosunku do Indian: wyłączną władzę rządu federalnego w sprawach dotyczących Indian, wynikającą z traktatów odpowiedzialność powierniczą Kongresu za tubylcze plemiona, prawa Indian do zajmowanych przez nich ziem oraz wyłączenie uprawnień władz stanowych w sprawach dotyczących Indian
- 1870 – Cherokee Tobacco Case – stwierdza, że ustawa Kongresu może zmienić postanowienia traktatu z Indianami
- 1886 – United States v. Kagama – podtrzymuje ważność ustawy o zbrodniach głównych (ang. Major Crimes Act), określającej, że za najcięższe zbrodnie popełnione na terenie rezerwatów Indianie odpowiadają przed sądami federalnymi, a nie stanowymi
- 1881 – United States v. McBratney – określa prawa władz stanowych w kraju Indian
- 1896 – Talton v. Mayes – określa zakres samorządu plemiennego
- 1903 – Lone Wolf v. Hitchcock – określa uprawnienia federalne w sprawach dotyczących Indian, w tym w zakresie unieważniania traktatów
- 1905 – United States v. Winans – określa prawa traktatowe Indian, w tym ich prawo dostępu do miejsc połowów
- 1955 – Tee-Hit-Ton Indians v. United States – określa uprawnienia władz federalnych wobec Indian, w tym sposób postępowania w sprawie tubylczych ziem zagarniętych bez odszkodowania
- 1968 – Menominee Tribe of Indians v. United States – potwierdza zachowanie traktatowych praw Indian Menomini do polowań i połowów
- 1974 – Morton v. Mancari – określa preferencje w zatrudnianiu Indian
- 1979 – Washington v. Washington State Commercial Passenger Fishing Vessel Association – potwierdza traktatowe prawa Indian do połowów poza rezerwatem
- 1980 – Washington v. Confederated Tribes of the Colville Indian Reservation – określa uprawnienia władz stanowych, w tym dotyczące opodatkowania indiańskich przedsiębiorców podatkiem obrotowym
- 1981 – Montana v. United States – ogranicza uprawnienia władz plemienia Wron (ang. Crow) do regulowania myślistwa i rybołówstwa wyłącznie do ziem znajdujących się w ich wyłącznym posiadaniu, wyłączając należące do nie-Indian obszary na terenie rezerwatu
- 1982 – Merrion v. Jicarilla Apache Tribe – określa zakres plemiennej suwerenności, w tym w zakresie plemiennych podatków dochodowych
- 1983 – New Mexico v. Mescalero Apache Tribe – określa uprawnienia administracyjne władz plemiennych, w tym w zakresie regulacji dotyczących myślistwa i rybołówstwa
- 1985 – County of Oneida, New York v. Oneida Indian Nation of New York State – określa prawo plemion do pozywania do sądu w celu realizacji tubylczych praw ziemskich
- 1985 – Kerr-McGee Corp. v. Navajo Tribe of Indians – określa zakres plemiennej suwerenności, w tym prawo do nakładania przez plemiona podatków nie określonych w ustawie o reorganizacji Indian (ang. Indian Reorganization Act)
- 1985 – United States v. Dann – stwierdza wygaśnięcie praw tubylczych Zachodnich Szoszonów
- 1986 – United States v. Dion – uchyla traktatowe prawa Indian do polowania na podlegające powszechnej ochronie orły
- 1987 – California v. Cabazon Band of Mission Indians – dotyczy uprawiania hazardu na terenie rezerwatów, wyłącza uprawnienia władz stanowych w tym zakresie
- 1988 – Lyng, Secretaty of Agriculture, et al. v. Northwest Indian Cemetery Protective Association, et al. – dotyczy Pierwszej Poprawki do Konstytucji USA, w tym świętych miejsc na ziemiach publicznych; odmawia Indianom określonych praw do swobody praktyk religijnych
- 1989 – Mississippi Band of Choctaw Indians v. Holyfield – określa uprawnienia plemion w sprawach dotyczących adopcji i przepisów ustawy o szczęściu indiańskich dzieci (ang. Indian Child Welfare Act)
- 1990 – Employment Division, Department of Human Resources of Oregon, et al. v. Smith, et al. – określa, że stanowy zakaz używania pejotlu obejmuje także zakaz jego obrzędowego wykorzystywania przez członków Kościoła Tubylczoamerykańskiego (ang. Native American Church) i nie jest sprzeczny z konstytucyjnym prawem do wolności religijnej, pozostawiając władzom stanowym decyzje w sprawie legalności pejotlu i ograniczając tym samym suwerenność plemion

 Zapoznaj się z zastrzeżeniami dotyczącymi pojęć prawnych w Wikipedii.